# 모계사
《모계사》는 1983년 12월 11일에 방영되었던 MBC 베스트셀러극장이다.

## 줄거리
여주인공 혜리(최명길)는 영민(김동현)의 청혼을 거절한다.
그 사실을 알게 된 혜린의 어머니 민 여사(김윤경)는 말로 다 할 수 없는 괴로움을 느낀다.
그러던 중 어느날 민 여사에게 편지 한 장이 날아들게 되고 민 여사는 소복 단장을 하고 그 편지를 태우다 옷에 불이 옮겨붙는 바람에 목숨을 잃고 만다.
혜린은 자살방조 혐의로 구속되지만 어머니의 죽음에 대해서는 일체 언급을 하지 않는다. 이에 사건을 수사하던 검사(김용건)가 수사 도중 혜린이 사생아임을 확인, 그녀가 태어난 매물도에 다녀오면서 진상이 드러나게 되는데...

## 출연
- 김윤경
- 최명길
- 김동현
- 김용건
- 정욱
- 강계식
- 한은진
- 김혜정
- 남영진
- 김순경
- 김정
- 김명희
- 이숙
- 김소현
- 이민영